# ITF Muzaffarnagar
Das ITF Muzaffarnagar (englisch offiziell: Bhavna Swarup Memorial) ist ein Tennisturnier des ITF Women’s Circuit, das in Muzaffarnagar ausgetragen wird.

## Siegerliste

### Einzel
| Jahr                   | Siegerin            | Finalgegnerin     | Ergebnis          |
| ---------------------- | ------------------- | ----------------- | ----------------- |
| ↓ Kategorie: $10.000 ↓ |                     |                   |                   |
| 2003                   | Rushmi Chakravarthi | Cheli Bargil      | 6:0, 6:4          |
| 2004                   | nicht ausgetragen   | nicht ausgetragen | nicht ausgetragen |
| 2005                   | nicht ausgetragen   | nicht ausgetragen | nicht ausgetragen |
| 2006                   | Xenija Palkina      | Meghha Vakaria    | 6:2, 7:64         |
| 2007                   | nicht ausgetragen   | nicht ausgetragen | nicht ausgetragen |
| 2008                   | Nicole Thijssen     | Sanaa Bhambri     | 7:63, 6:3         |
| 2009                   | nicht ausgetragen   | nicht ausgetragen | nicht ausgetragen |
| 2010                   | nicht ausgetragen   | nicht ausgetragen | nicht ausgetragen |
| ↓ Kategorie: $25.000 ↓ |                     |                   |                   |
| 2011                   | Tadeja Majerič      | Zheng Saisai      | 6:2, 5:7, 6:2     |
| 2012                   | nicht ausgetragen   | nicht ausgetragen | nicht ausgetragen |
| 2013                   | Melanie Klaffner    | Weronika Kapschaj | 6:2, 6:0          |

### Doppel
| Jahr                   | Siegerinnen                                 | Finalgegnerinnen                   | Ergebnis          |
| ---------------------- | ------------------------------------------- | ---------------------------------- | ----------------- |
| ↓ Kategorie: $10.000 ↓ |                                             |                                    |                   |
| 2003                   | Rushmi Chakravarthi Sai-Jayalakshmy Jayaram | Shruti Dhawan Yael Glitzenstein    | 6:1, 6:4          |
| 2004                   | nicht ausgetragen                           | nicht ausgetragen                  | nicht ausgetragen |
| 2005                   | nicht ausgetragen                           | nicht ausgetragen                  | nicht ausgetragen |
| 2006                   | W.-p. Lee Lavinia Tananta                   | Nicole Clerico Xenija Palkina      | walkover          |
| 2007                   | nicht ausgetragen                           | nicht ausgetragen                  | nicht ausgetragen |
| 2008                   | Sanaa Bhambri Rushmi Chakravarthi           | Treta Bhattacharyya Shalini Sahoo  | 6:1, 6:1          |
| 2009                   | nicht ausgetragen                           | nicht ausgetragen                  | nicht ausgetragen |
| 2010                   | nicht ausgetragen                           | nicht ausgetragen                  | nicht ausgetragen |
| ↓ Kategorie: $25.000 ↓ |                                             |                                    |                   |
| 2011                   | Rushmi Chakravarthi Poojashree Venkatesha   | Miki Miyamura Mari Tanaka          | 3:6, 6:4, [14:12] |
| 2012                   | nicht ausgetragen                           | nicht ausgetragen                  | nicht ausgetragen |
| 2013                   | Nicha Lertpitaksinchai Peangtarn Plipuech   | Justyna Jegiołka Weronika Kapschaj | 3:6, 6:4, [10:8]  |